# 黎城県
黎城県（れいじょう-けん）は中華人民共和国山西省長治市に位置する県。

## 歴史
県名は春秋時代に黎国が置かれたことによる。
前漢により設置された潞県を前身とする。450年（太平真君11年）、北魏により刈陵県と改称された。598年（開皇18年）に隋代により黎城県、905年（天祐2年）に唐代により黎亭県、五代十国時代の後唐により黎城県と改称された。
1958年に廃止となり平順県に編入されたが、1960年に再設置され現在に至る。

## 行政区画
- 鎮:黎侯鎮、東陽関鎮、上遥鎮、西井鎮、黄崖洞鎮、洪井鎮、西仵鎮、程家山鎮

## 名所
- 黎城城隍廟
- 長寧大廟
- 辛村天斉王廟
- 黄崖洞兵工廠旧址